# Макбрайд, Кайла
Кайла Макбрайд (англ. Kayla McBride; родилась 25 июня 1992 года, Эри, штат Пенсильвания, США) — американская профессиональная баскетболистка, которая выступает в женской национальной баскетбольной ассоциации за клуб «Миннесота Линкс». Она была выбрана на драфте ВНБА 2014 года в первом раунде под третьим номером командой «Сан-Антонио Старз». Играет на позиции атакующего защитника.

## Ранние годы
Кайла родилась 25 июня 1992 года в городе Эри (штат Пенсильвания) в семье Ламонта и Луэнн Макбрайд, у неё есть младшие брат, Аарон, и две сестры, Карли и Джейден, училась там же в академии Вилла Мария, в которой выступала за местную баскетбольную команду.